# Statul Rivers
Rivers este un stat  în Nigeria. Reședința sa este orașul Port Harcourt.